# 夹江站
夹江站，曾用名乐山站、乐山北站，是一个成昆线上的铁路车站，位于四川省乐山市夹江县漹城街道，距离乐山市市中区30公里。车站目前为三等站，目前客运办理旅客乘降；行李、包裹托运；货运办理整车、零担、集装箱货物发到；不办理散堆装货物、钢材、工机发送、到达。

## 历史
车站于1966年建成通车，始称夹江站。1967年建成933、311专用线，系乐山市6县区主要的铁路客货运站。1969年开始公铁联运，乐山汽车站代理本站至全国各地的铁路客货票:760。1993年车站在成昆铁路电气化工程中被改造为乐山市的三个主要物资集散车站之一（另两个为眉山、燕岗），新建集装箱站:748。2000年车站更名为乐山站。
2014年8月10日，车站更名为乐山北站。2017年6月车站开始改造工程，新建面积5000平方米的站房一座，施工改造期间车站停办客运业务。2020年10月1日车站恢复客运业务。
2024年11月20日恢复夹江站原名。

## 车站结构

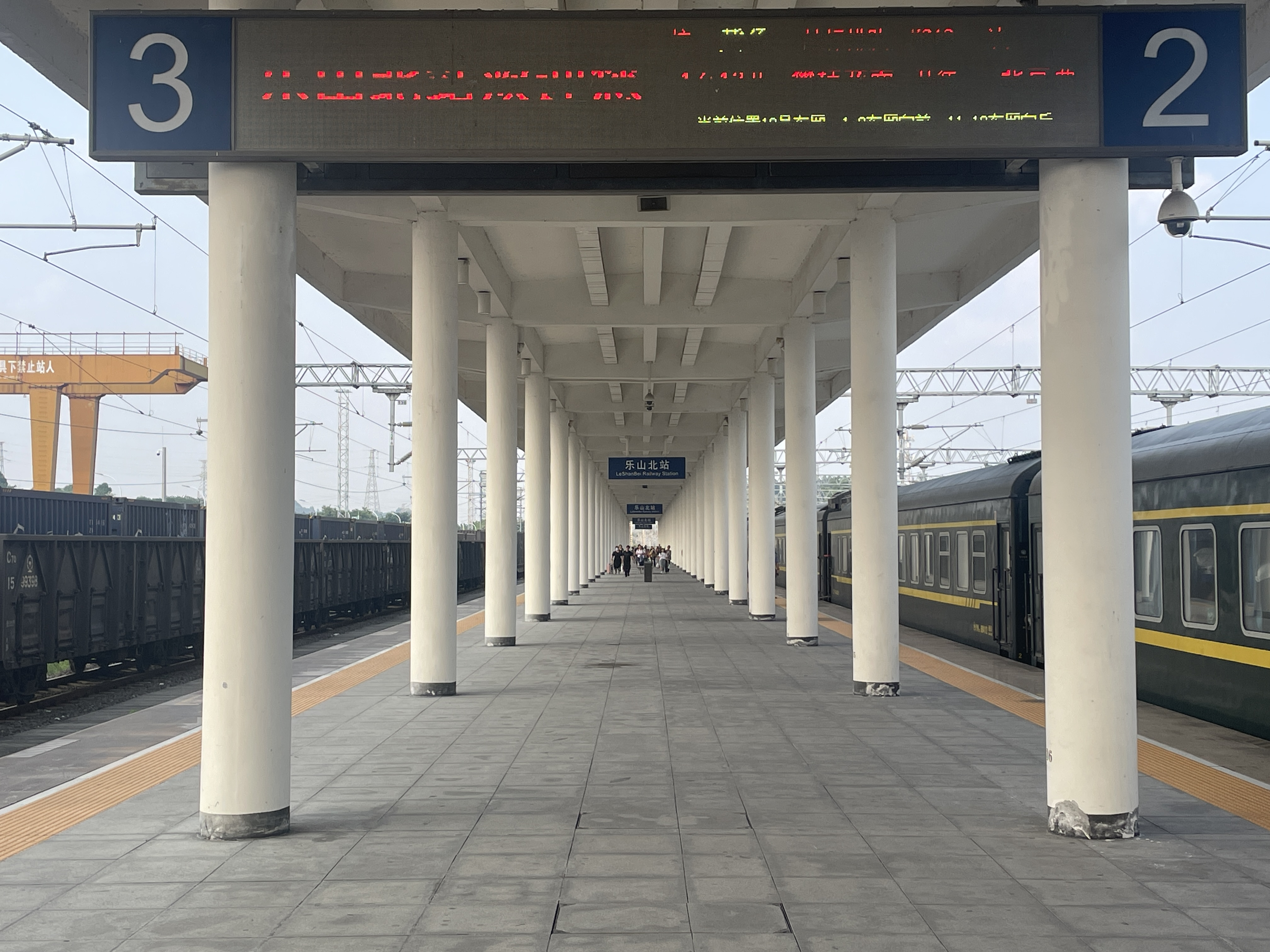
车站2、3站台

夹江站新站房建筑面积5000平方米，最高聚集人数900人。站场设有7条到发线（含2条正线）。车站货场设有6条货物线，以及通往夹江县新兰石化物资公司的专用线。